# 上洼站
上洼站是一个侯西线上的铁路车站，位于陕西省合阳县杨家庄乡，建于1971年，目前为四等站，邮政编码为715315。目前客运：办理旅客乘降；行李、包裹托运；货运：办理整车货物发到；危险货物仅办理农药、化肥发到。